# ریچارد کار
ریچارد کار (انگلیسی: Richard Carr؛ زادهٔ ۲۱ ژانویهٔ ۱۹۱۱ - درگذشته نامشخص) بازیکن هاکی روی چمن و دونده سرعت اهل هند بود.
وی به‌همراه تیم ملی هاکی روی چمن مردان هند به قهرمانی بازی‌های المپیک تابستانی ۱۹۳۲ دست پیدا کرده‌است.